# Charlie Hurley (football)
Charles John Hurley, né le 4 octobre 1936 à Cork, — alors dans l'État Libre d'Irlande — et mort le 22 avril 2024, est un footballeur irlandais devenu ensuite entraîneur de football. 
Hurley est surtout connu pour sa carrière au poste de demi-centre à Sunderland Association Football Club où il a été nommé « Joueur du siècle » par les supporters à l'occasion du centenaire du club en 1979. International irlandais entre 1957 et 1969, il a accumulé quarante sélections.

## Carrière
Charly Huxley nait à Cork dans le sud de l'Irlande. Sa famille déménage vers Rainham dans l'Essex en Angleterre quand il a sept mois. Il subit le Blitz pendant la deuxième guerre mondiale et un de ses meilleurs amis y perd la vie. Adolescent, il travaille comme apprenti dans une usine d'outillage. Il est alors contacté par le West Ham United mais refuse la proposition car il pouvait gagner plus pour sa famille en continuant son apprentissage. Cependant, à l'âge de seize ans, il finit par accepter un contrat de la part du Millwall Football Club.

### Carrière en club

#### A Sunderland
Le 26 septembre 1957, Charlie Huxley arrive à Roker Park et commence une carrière qui durera douze saisons pour 402 matchs disputés.
Ses débuts dans le nord de l'Angleterre sont désastreux. Pour son premier match, son équipe perd à domicile 0-7 contre Blackpool FC et il marque un but contre son camp. Peu après, Sunderland perd contre Burnley FC 6-0.
Sunderland, qui évolue alors en deuxième division, échoue à deux reprises pour la montée dans l'élite en perdant deux années de suite sur le dernier match, d'abord contre Swansea Town puis contre Chelsea FC. Le club gagne enfin sa promotion en 1963-1964
Huxley est un titulaire indiscutable dans son club, mais marque peu. Il doit attendre son 124e match pour marquer son premier but. Ce but arrive lors du match du Boxing Day contre Sheffield United. C'est le premier de ses 43 buts pour Sunderland. Alors qu'il évolue en deuxième division, il termine deuxième au classement du meilleur footballeur anglais derrière Bobby Moore

### Carrière en équipe nationale
Charlie Huxley compte quarante sélections en équipe nationale dont 21 en qualité de capitaine. Il marque à deux reprises.
| N°. | Date        | Lieu                            | Opposition | Score | Resultat | Compétition  |
| --- | ----------- | ------------------------------- | ---------- | ----- | -------- | ------------ |
| 1   | 13 mai 1964 | Ullevaal Stadion, Oslo, Norvège | Norvège    | 1-4   | 0-1      | Match amical |
| 2   | 13 mai 1964 | Ullevaal Stadion, Oslo, Norvège | Norvège    | 1-4   | 1-3      | Match amical |

### Carrière d'entraîneur
Charlie Hurley connait une première expérience d'entraîneur alors qu'il est encore joueur en exercice. Entre 1967 et 1969, il occupe le poste de sélectionneur de l'équipe nationale irlandaise. À cette époque-là, il n'y a pas de sélectionneur à proprement parler. Les sélections sont déterminées par un comité de sélection sous l'égide de la Fédération irlandaise. Il est nommé à la tête de ce comité en 1967 avec un de ses coéquipiers Noel Cantwell puis seul jusqu'en 1969. Le premier sélectionneur officiel de l'équipe irlandaise est nommé en septembre 1969 avec l'arrivée de Mick Meagan.
Entre 1972 et 1977, Charlie Huxley entraîne le Reading Football Club qui joue alors à Elm Park. En 1972, alors que le club est en quatrième division, Huxley guide son équipe jusqu'au quatrième tour de la FA Cup contre Arsenal. Devant 2 000 spectateurs massés dans leur vieux stade, Reading s'incline de justesse sur le score de 2 buts à 1 devant une équipe composée de joueurs internationaux comme George Graham, Charlie George, Geordie Armstrong, Bob Wilson et Frank McLintock. Reading termine sa saison de 4e division à la sixième place. La saison suivante, Reading rencontre Sunderland au quatrième tour de la Cup. Pour Huxley, c'est un « retour à la maison » chargé d'émotion. A Roker Park, Reading accroche le match nul 1-1, mais s'incline lors du match d'appui sur le score de 3 buts à 1.
Au printemps suivant, il engage contre toutes attentes Robin Friday qui évolue alors dans un championnat amateur. Il devient très rapidement un joueur majeur du club et participe activement à la promotion de Reading en deuxième division anglaise. 
Charlie Huxley quitte Reading le 26 février 1977. Il est le premier manager de club de deuxième division à démissionner à l'intersaison du championnat.

## Sources
- (en) Stephen McGarrigle, The Complete who's who of Irish international football : 1945-1996, Edimbourg, Mainstream Publishing, octobre 1996, 237 p. (ISBN 1-85158-894-9), p. 98
- (en) Mark Metcalf, Charlie Hurley : The Greatest Centre Half the World Has Ever Seen, Sportsbooks, octobre 2008, 272 p. (ISBN 978-1899807697)